# Oberon (keresztnév)
Az Oberon a germán eredetű Alberich névből származó férfinév, aminek a jelentése tündér + hatalmas, uralkodó.

## Gyakorisága
Az 1990-es években szórványos név, a 2000-es években nem szerepel a 100 leggyakoribb férfinév között.

## Névnapok
- január 26.[2]

## Híres Oberonok
- Oberon, tündérkirály Shakespeare Szentivánéji álom című művében